# Fragkiskos Sourpīs
Fragkiskos Sourpīs (in greco: Φραγκίσκος Σούρπης; Atene, 4 marzo 1942) è un ex calciatore greco, di ruolo difensore.

## Caratteristiche tecniche
Giocava nel ruolo di difensore centrale.

## Palmarès

### Club

#### Competizioni nazionali
- Campionato greco: 5

Panathinaikos: 1963-1964, 1964-1965, 1968-1969, 1969-1970, 1971-1972
- Coppa di Grecia: 3

Panathinaikos: 1966-1967, 1968-1969
- Supercoppa di Grecia: 1

Panathinaikos: 1970